# Mons (podjetje)
Mons d.o.o. je podjetje, ki deluje v sklopu KID Holdinga in se ukvarja s trženjem lastnih nepremičnin. Sedež podjetja se nahaja na Zaloški cesti 1 v Ljubljani. 
V okviru podjetja tako delujejo:
- Kapitelj, večnamenska zgradba;
- Stekleni dvor,
- Vila Urbana,
- štiri parkirne hiše v Ljubljani: Parkirna hiša Kapitelj, Parkirna hiša Trdinova, Parkirna hiša Šempeter in Parkirna hiša Vila Urbana[2].

## Zanimivosti
Leta 2010 je podjetje podarilo denar za izgradnjo Žitnega mostu v Ljubljani, ki povezuje Petkovškovo nabrežje in Poljanski nasip med Usnjarsko in Gestrinovo ulico.